# Mercedes-Benz W176
La sigla Mercedes-Benz W176 rappresenta la terza generazione della Mercedes-Benz Classe A, un'autovettura di segmento C prodotta dalla casa automobilistica tedesca Mercedes-Benz dal 2012 al 2018.
Pur riprendendo la denominazione commerciale di Classe A, l'impostazione e il segmento di riferimento del modello sono diverse dal modello che va a sostituire, essendo la generazione precedente una piccola monovolume e quella corrente una due volumi compatta.

## Storia e profilo

### Nascita e debutto
Un primo assaggio di alcuni dei tratti stilistici che avrebbero caratterizzato la terza serie della Classe A si ebbero all'inizio del 2009 con la presentazione al Salone dell'automobile di Detroit della Concept BlueZero, la quale, pur mantenendo un'impostazione da monovolume, racchiudeva in sé alcune soluzioni adottate in seguito dalla W176 e dalla più grande W246 (ossia la seconda generazione della Classe B. Fu quindi già a partire da quello stesso anno che la stampa specializzata diffuse i primi rendering grafici relativi alla terza generazione della Classe A, in base alle indiscrezioni filtrate dalla Daimler AG. Da tali rendering si intuì il fatto che il nuovo modello d'accesso alla gamma Mercedes-Benz avrebbe abbandonato la configurazione da monovolume compatta a favore di un'inedita (per il marchio della stella a tre punte) vettura compatta a 2 volumi. L'esigenza di affrancarsi dalle linee e dall'impostazione del precedente modello è stata dettata da più necessità: in primis, quella di attirare un pubblico più giovane, ponendo l'auto come gamma d'accesso, e al contempo insediarsi nella concorrenza del segmento. In secondo luogo, ma non meno importante, tale scelta è stata dettata da esigenze puramente economiche: un pianale a sandwich, sul quale sarebbe stato possibile dar luogo ad una nuova monovolume erede delle precedenti Classe A, è infatti molto più costoso e complesso da realizzare rispetto ad un pianale classico e non va trascurato quindi anche il problema della riduzione dei costi, assai spinoso in un periodo di recessione del mercato automobilistico come quello in cui la W176 è stata progettata e lanciata.
Al Salone di Shanghai dell'aprile 2011 è stata presentata la Concept A-Class, prefigurazione del modello di serie, sebbene molti particolari non fossero ancora quelli definitivi, come per esempio il disegno dei fari anteriori e posteriori, i paraurti. Ciò che invece è stato comunicato con precisione attraverso la Concept A-Class è stata l'impostazione di massima della vettura, nonostante la necessità di ridisegnare svariate componenti esterne: definitivi erano infatti il disegno del lunotto, il corpo vettura dalla linea di cintura alta, la calandra che si richiama al nuovo corso stilistico della Casa tedesca (sebbene anche quest'ultima avrebbe subito alcune rivisitazioni nel passaggio alla versione di serie). Contemporaneamente, anche al Salone di New York è stato esposto un secondo prototipo identico al primo. Alcuni mesi dopo, la Concept A-Class è stata esposta anche al Salone di Francoforte, tenutosi a settembre.
 La presentazione del modello definitivo si è avuta nel marzo del 2012 al Salone di Ginevra, mentre la produzione è cominciata il 16 luglio, in piena estate, presso lo stabilimento Mercedes-Benz di Rastatt. Inoltre, la Casa tedesca strinse fin dall'inizio degli accordi con la finlandese Valmet per la produzione della W176 anche in terra scandinava.

### Design esterno ed interno

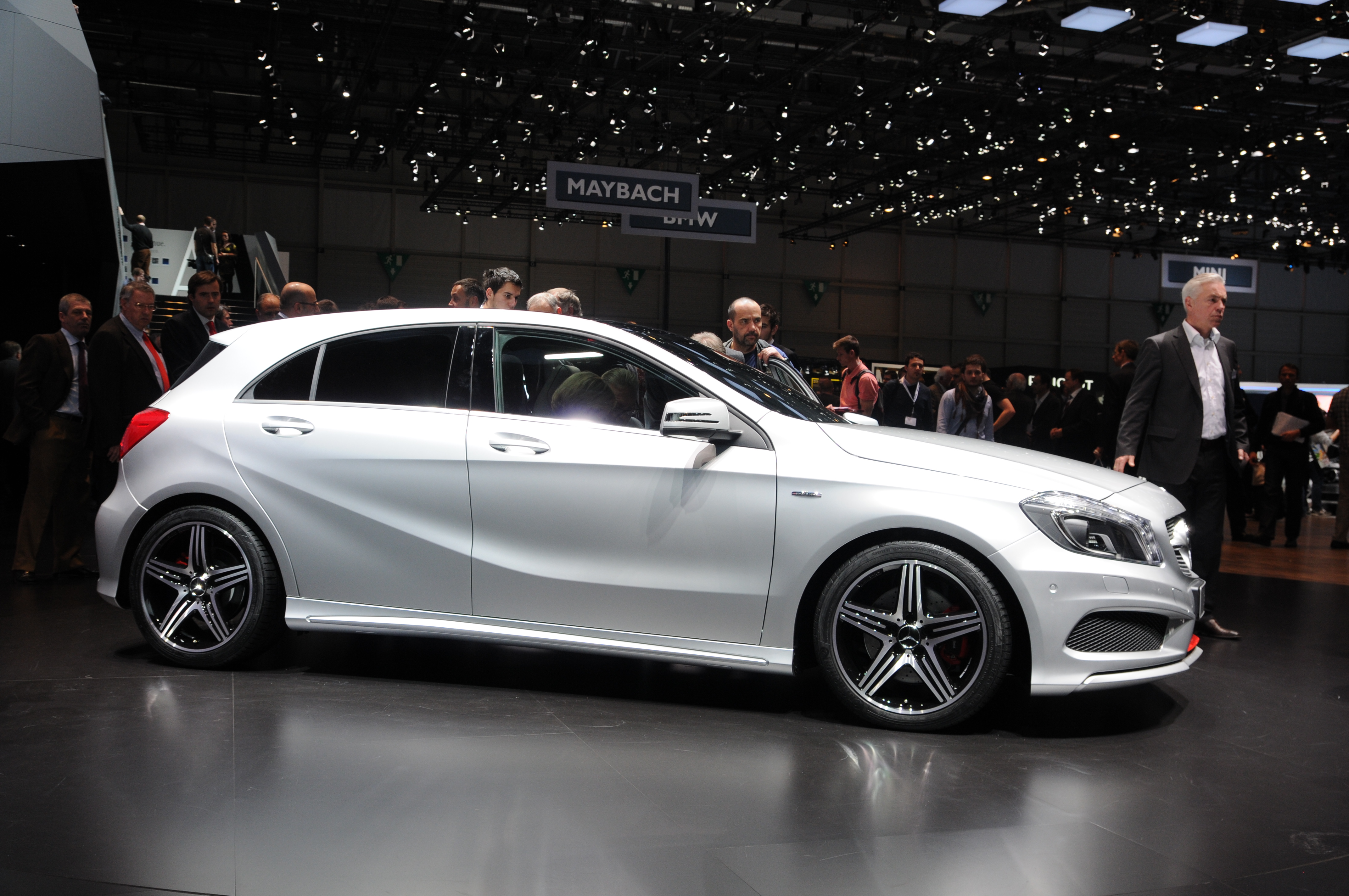
Vista laterale

La terza generazione della Classe A rompe con il passato su tutti i fronti: al posto della classica e tranquilla monovolume, assai apprezzata dal pubblico femminile in entrambe le prime due serie, è subentrata una berlina 2 volumi dalle linee sportive, tracciate seguendo i contemporanei dettami stilistici della Casa tedesca, orientamento di stile proposto dall'équipe diretta dal responsabile del design Mercedes-Benz, Gorden Wagener, la quale ha saputo creare un corpo vettura molto profilato, che vanta un Cx pari a 0,26: si tratta del valore più basso tra le vetture della stessa fascia di mercato. La nuova ed inedita impostazione della carrozzeria è visibile anche sul fronte degli ingombri: la vettura misura 4,29 metri di lunghezza (41 centimetri in più del modello sostituito), 1,78 metri di larghezza (2 centimetri in più) e 1,43 metri di altezza (16 centimetri in meno). Il frontale della W176 è caratterizzato dalla grande calandra trapezoidale a sviluppo orizzontale introdotta in tutti i modelli prodotti dall'inizio del secondo decennio del XXI secolo. Ai suoi lati trovano posto i grandi gruppi ottici, anch'essi con un taglio moderno e parzialmente "coperti" nella zona centrale dalle estremità della calandra stessa. Il cofano motore è solcato da tre nervature, una centrale e due ai lati. La vista laterale evidenzia le due nervature lungo la fiancata e gli indicatori di direzione a V, mentre la linea di cintura è piuttosto alta. La coda è caratterizzata da superfici concave e convesse che circondano un lunotto non molto ampio e con lato inferiore sviluppato a V, in stile Alfa Romeo, come nel prototipo dell'anno prima. Sotto di esso trovano posto i due gruppi ottici di forma pentagonale irregolare ed ancora più in basso vi è un massiccio paraurti posteriore. 

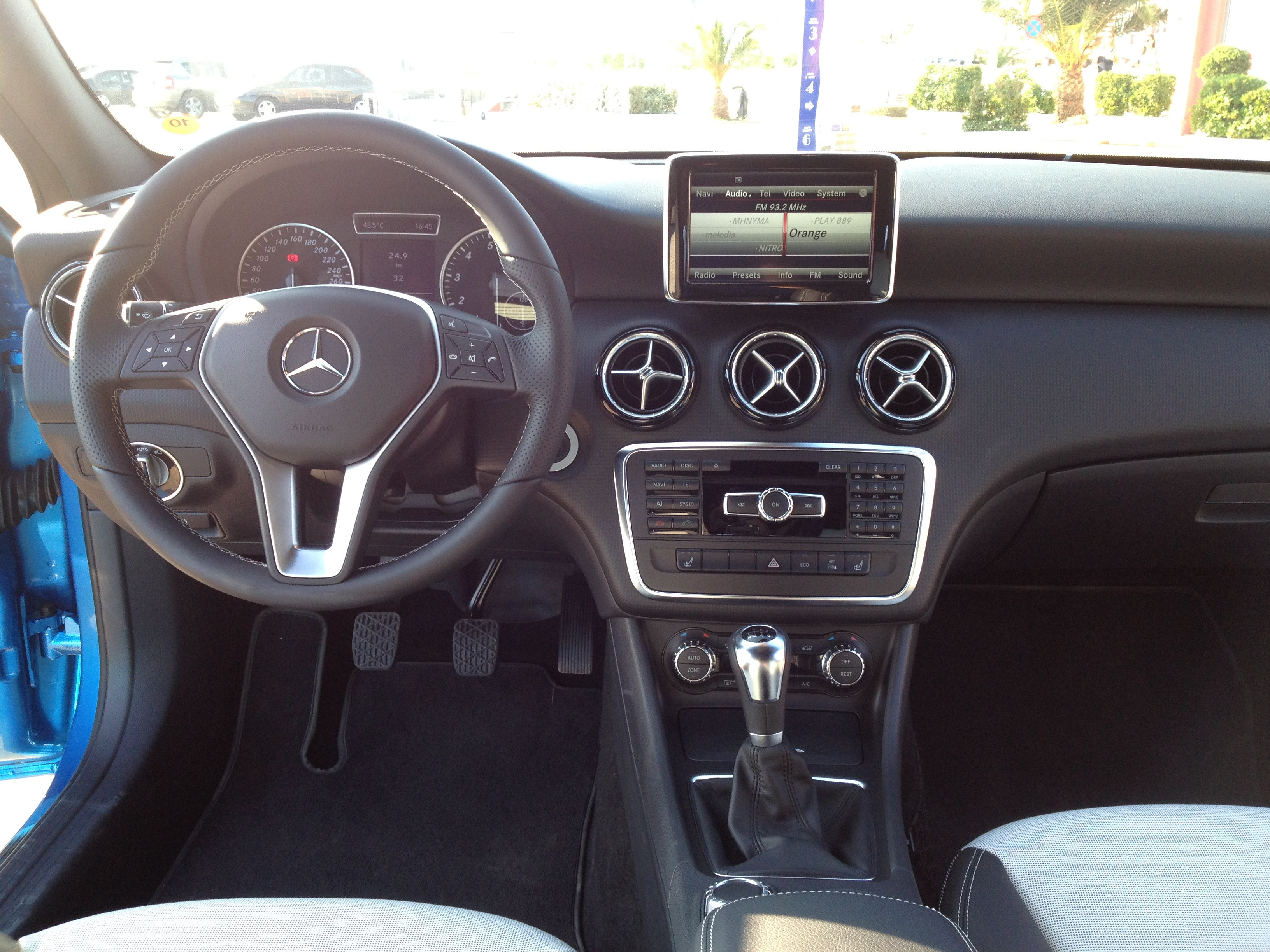
Interni di una Mercedes Classe A

Gli interni sono improntati alla sportività: tale aspetto è visibile per esempio nei sedili profilati con poggiatesta integrato, oppure nelle bocchette di aerazione dal disegno aeronautico, proposte due anni prima nella fuoriserie SLS AMG e poi via via diffuse in molti altri modelli della Casa tedesca. Una particolare caratteristica della plancia è il suo disegno "ad ala" che la taglia trasversalmente in due parti. La strumentazione è a due strumenti circolari mentre il volante è a tre razze. Il controllo delle funzioni multimediali avviene tramite il sistema Comand, governabile attraverso la manopola posta sul tunnel centrale e che interagisce con il conducente attraverso il grande display posto sulla sommità della console. 
La capacità del bagagliaio è limitata a 341 litri, ma che può essere ampliata abbattendo il divano posteriore e portando così la capacità a 1.157 litri.

### Struttura, meccanica e motori
Strutturalmente, la terza generazione della Classe A sfrutta lo stesso pianale della seconda generazione della Classe B, presentata l'anno prima a Francoforte. Tale pianale, noto come pianale MFA, non possiede più la caratteristica struttura "a sandwich" riscontrabile sulle due precedenti generazioni della Classe A e sulla precedente Classe B, ma si tratta di un pianale del tutto nuovo, per certi versi meno raffinato, ma più moderno e sicuro del precedente. Lo schema tecnico prevede comunque la trazione anteriore (come nella Classe B) ed il motore in posizione anteriore trasversale.
L'avantreno è del tipo MacPherson, mentre il retrotreno è un multilink a 3 bracci e mezzo (3+1). Sui due assi sono presenti ammortizzatori (a doppio tubo davanti e monotubo dietro) e molle elicoidali. L'impianto frenante prevede freni a disco sulle quattro ruote, con quelli anteriori del tipo autoventilante e quelli posteriori pieni. Lo sterzo di tipo elettromeccanico prevede una servoassistenza elettrica con il motorino posto sulla scatola sterzo, in modo da migliorare le doti di precisione di guida.
Al suo debutto, la Classe A W176 viene proposta in sei motorizzazioni:
- A 180: versione di base equipaggiata con il motore M270 da 1595 cm³, con sovralimentazione tramite turbocompressore e potenza massima di 122 CV;
- A 200: versione intermedia tra quelle a benzina, spinta da una variante potenziata a 156 CV del motore della A180;
- A 250: versione di punta, dotata del 2 litri M270, un motore da 1991 cm³ con turbocompressore e potenza di 211 CV;
- A 180 CDI: versione a gasolio equipaggiata a scelta con due motori: il motore OM651DE18LA da 1796 cm³ e 109 CV di potenza, oppure il motore OM607DE15LA, una nuova unità da 1461 cm³, sempre da 109 CV e nata dalla collaborazione con la Renault e derivata da quelle utilizzate dal gruppo Renault-Nissan;
- A 200 CDI: versione a gasolio spinta dal motore OM651 da 1796 cm³ già proposto su molti altri modelli della Casa, e che raggiunge una potenza massima di 136 CV.

Per quanto riguarda le varianti di cambio previste, la W176 prevede di serie il cambio 7G-DCT a doppia frizione sulla A 250 e sulla A 180 CDI con motore 1,8 litri , mentre nelle altre versioni è previsto di serie il cambio manuale a 6 marce.

### Evoluzione

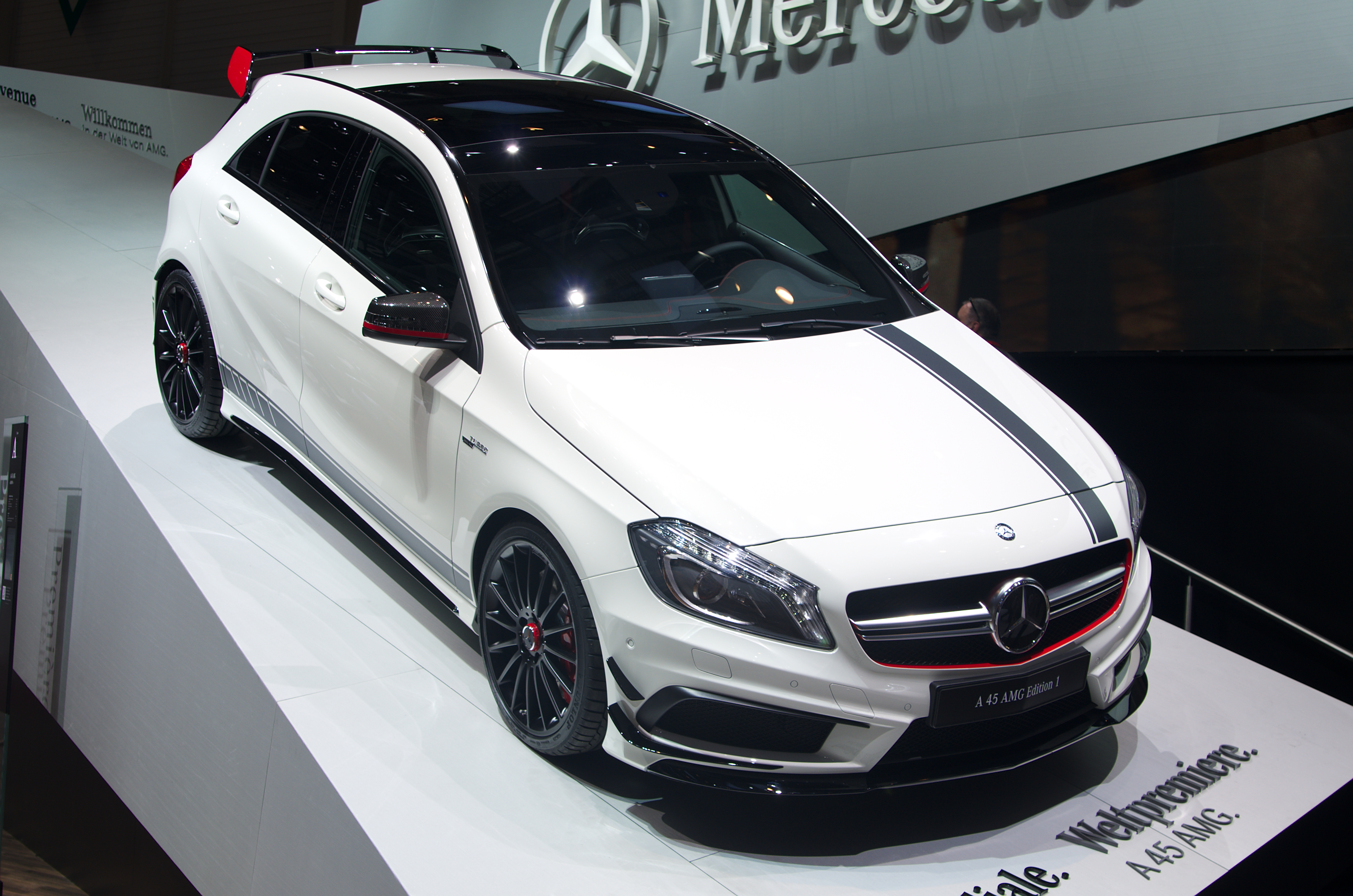
La A 45 AMG "Edition 1", versione di punta con livrea speciale della gamma W176

Sempre nel 2012, la Daimler AG ha firmato un contratto con la Valmet Automotive, un costruttore automobilistico finlandese che in passato ha assemblato altri modelli di altre marche (prevalentemente Saab) per alcuni mercati scandinavi. Secondo tale accordo, la W176 verrà prodotta dalla Valmet fra il 2013 ed il 2016.

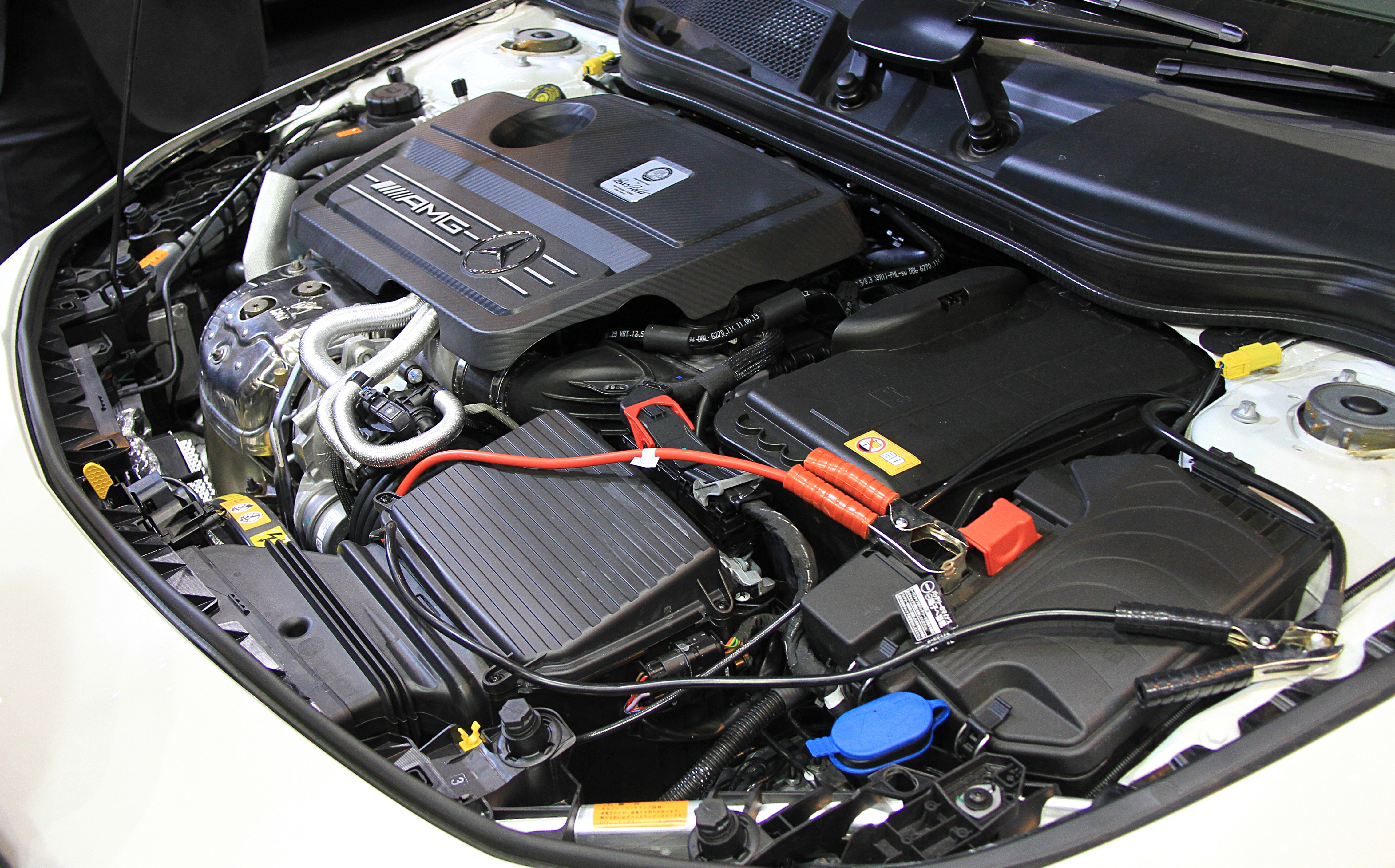
Dettaglio motore di una Mercedes-Benz A45 AMG

Una prima novità nella gamma della vettura si è avuta alla fine del 2012, quando c'è stato l'arrivo della A 220 CDI, spinta dall'unità da 2,1 litri di cilindrata con doppia sovralimentazione e potenza massima di 170 CV.
Una seconda novità nella gamma W176 viene svelata al Salone di Ginevra del 2013, quando viene presentata la A 45 AMG, una versione di punta ad alte prestazioni, dotata tra l'altro anche di trazione integrale, ma soprattutto spinta dall'unità M133 un 2 litri turbo in grado di erogare una potenza massima di 360 CV. Tale motore fa scattare la vettura da 0 a 100 km/h in 4"6, mentre la velocità di punta è autolimitata a 250 km/h, ma con il pacchetto AMG Performance (opzionale) l'allungo viene esteso a 270 km/h. L'avvio della commercializzazione della vettura si è avuta nel giugno del 2013. Contemporaneamente, la trazione integrale viene estesa alla A 250, dando luogo alla A 250 4MATIC.
Alla fine di agosto dello stesso anno arriva la versione base della gamma diesel: la A 160 CDI, spinta dallo stesso motore OM607 della A 180 CDI, ma depotenziato da 109 a 90 CV (pari a 66 kW).
Nel marzo del 2014 la trazione integrale diviene disponibile anche in abbinamento alle versioni A 200 CDI ed A 220 CDI. Di queste, la versione minore rinuncia al motore da 1,8 litri per ricevere una versione depotenziata (a singolo turbocompressore) del 2,1 litri già utilizzato sulla A 220 CDI. La potenza rimane invariata a 136 CV. Nell'autunno dello stesso anno esordisce la A 220 4MATIC, prevista unicamente con trazione integrale e con potenza massima di 184 CV.

### Restyling 2015

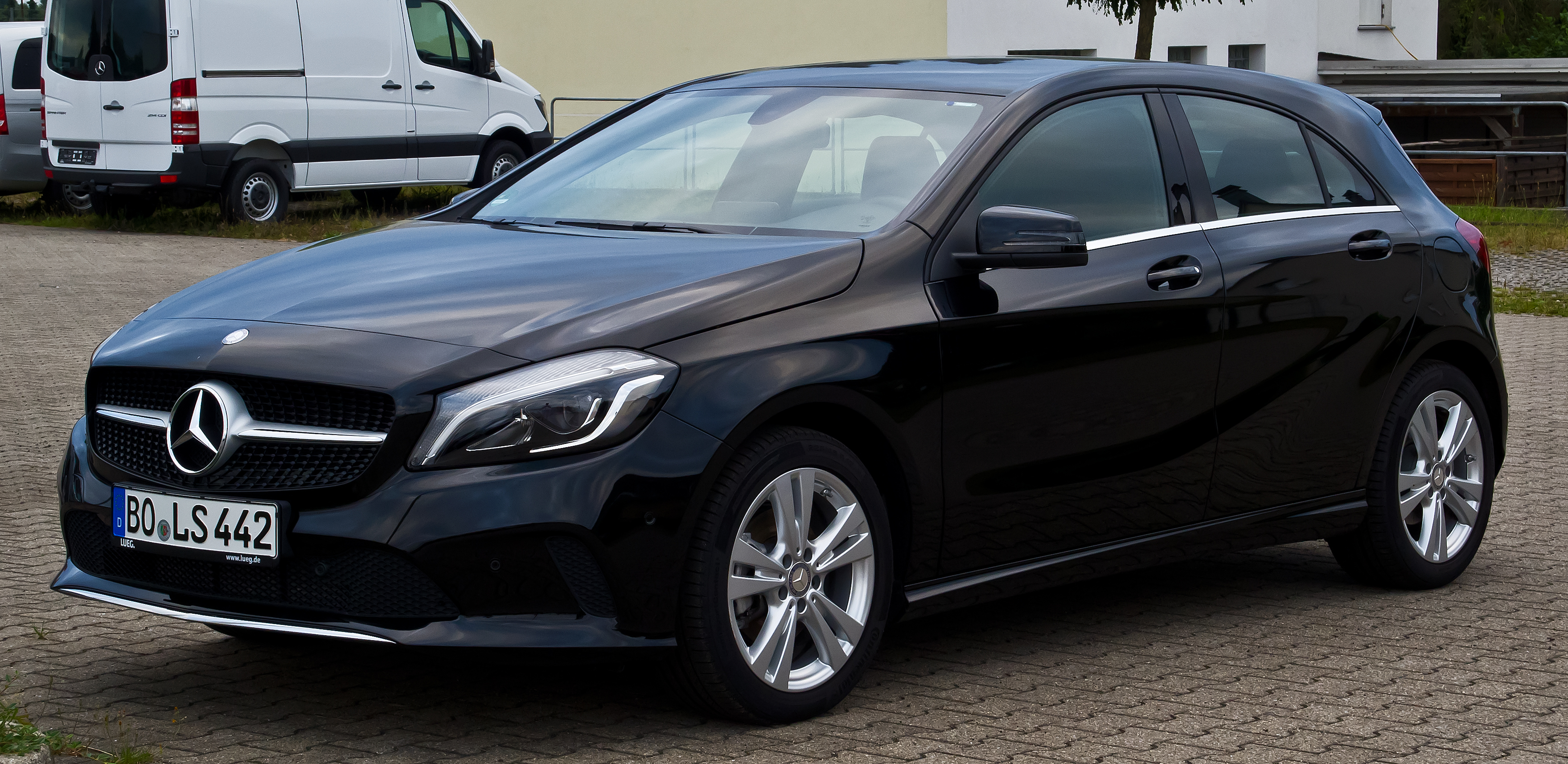
Classe A Restyling 2015

Un anno dopo, in estate, arriva il restyling di mezza età, che esteticamente interessa praticamente solo il paraurti anteriore ed i gruppi ottici e che per quanto riguarda la dotazione, vede l'arrivo di migliorie nei già esistenti dispositivi elettronici di sicurezza ed assistenza alla guida. 

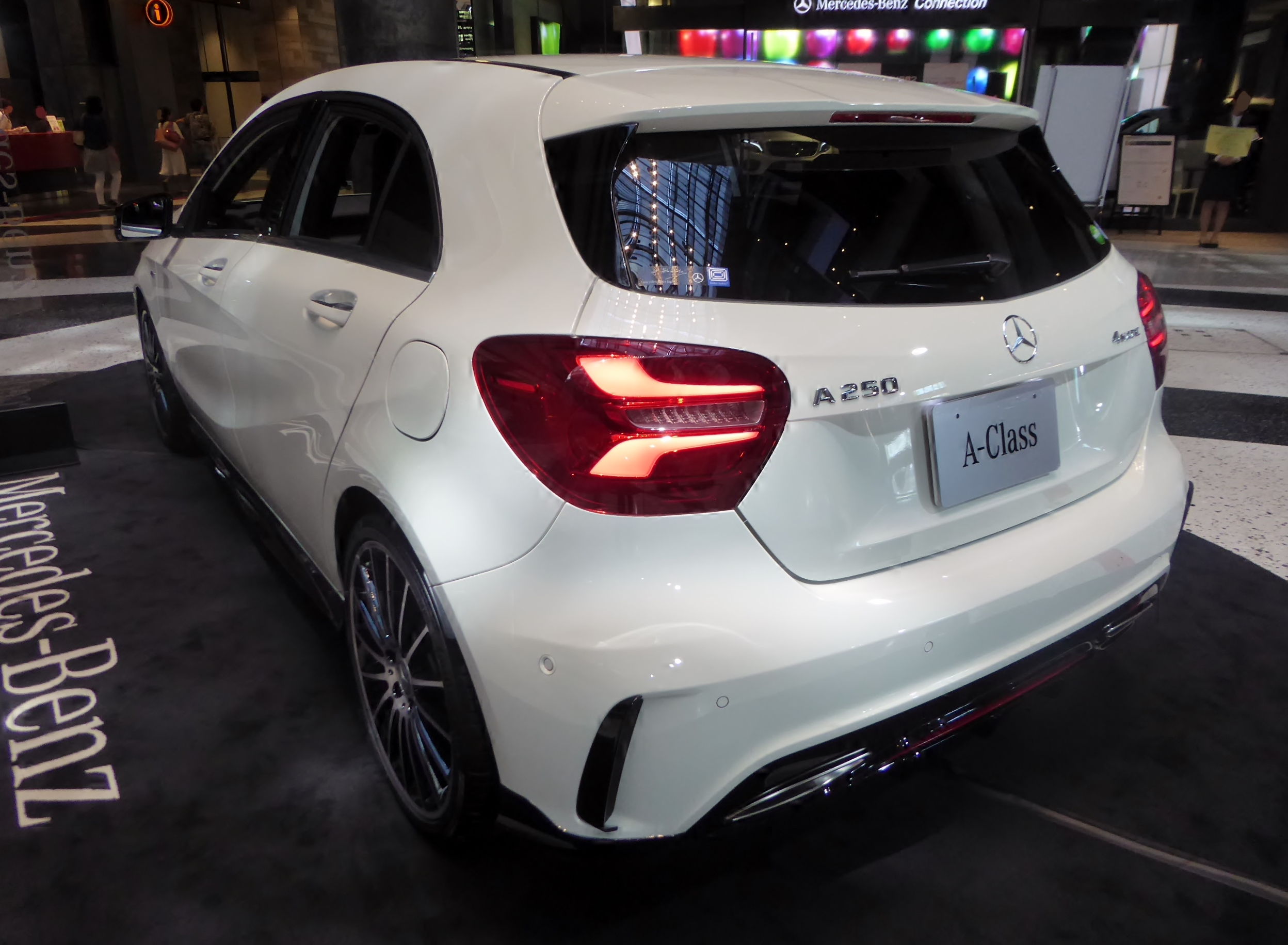
Posteriore di una Classe A 250 Sport 4Matic restyling 2015

Sul piano tecnico, sono sostanzialmente due le novità di rilievo, posizionate agli estremi della gamma. Alla base si ha l'arrivo della nuova A 160 con motore 1,6 a benzina da 102 CV, mentre al vertice la A 45 AMG vede il potenziamento del proprio propulsore, che ora è in grado di erogare 381 CV. Un'altra novità riguarda l'arrivo della A 250 nell'allestimento Supersport che comprende, oltre a dettagli estetici specifici, anche la potenza massima leggermente superiore (da 211 a 218 CV). Le altre A 250, invece, mantengono lo stesso motore da 211 CV utilizzato in precedenza, ma le versioni a trazione anteriore propongono stavolta il cambio manuale a 6 marce nell'equipaggiamento di serie. Per quanto riguarda i motori già esistenti, anch'essi sono stati comunque oggetto di migliorie allo scopo di ridurne ulteriormente consumi ed emissioni. Un'ultima novità si ha con il cambio delle denominazioni per le versioni a motore diesel, che perdono la sigla CDI e acquistano una semplice d, come già avvenuto in occasione del lancio della contemporanea Classe C.
Il restyling del 2015 fu anche l'ultimo significativo aggiornamento apportato alla gamma W176: da quel momento, fino alla fine della sua carriera commerciale, non vi sarebbero state altre variazioni degne di nota alla terza generazione della Classe A. Essa verrà pensionata nel marzo del 2018 per fare spazio alla quarta generazione, appena presentata a Ginevra.

### Riepilogo caratteristiche
Di seguito vengono riepilogate le caratteristiche relative alle varie versioni previste per la gamma W176:
| Modello                                                                                                | Sigla progetto     | Motore             | Cilindrata cm³     | Potenza CV/rpm     | Coppia Nm/rpm      | Trazione           | Cambio/ N°rapporti   | Massa a vuoto (kg) | Velocità max       | Acceler. 0-100 km/h | Consumo (l/100 km) | Emissioni CO2 (g/km) | Anni di produzione |                    |
| Versioni a benzina                                                                                     | Versioni a benzina | Versioni a benzina | Versioni a benzina | Versioni a benzina | Versioni a benzina | Versioni a benzina | Versioni a benzina   | Versioni a benzina | Versioni a benzina | Versioni a benzina  | Versioni a benzina | Versioni a benzina   | Versioni a benzina | Versioni a benzina |
| --- | ------------------ | ------------------ | ------------------ | ------------------ | ------------------ | ------------------ | -------------------- | ------------------ | ------------------ | ------------------- | ------------------ | -------------------- | ------------------ | ------------------ |
| A 160                                                                                                  | 176.041            | M270DE16AL red.    | 1595               | 102/ 4500-6000     | 180/ 1200-3500     | A                  | M/6                  | 1.295              | 190                | 10"6                | 5.4                | 124                  | 07/2015-03/2018    |                    |
| A 180                                                                                                  | 176.042            | M270DE16AL red.    | 1595               | 122/5000           | 200/ 1250-4000     | A                  | M/6                  | 1.295              | 202                | 9"2                 | 5.8                | 135                  | 07/2012-06/2015    |                    |
| A 180                                                                                                  | 176.042            | M270DE16AL red.    | 1595               | 122/5000           | 200/ 1250-4000     | A                  | M/6                  | 1.295              | 202                | 8"9                 | 5.5                | 127                  | 07/2015-03/2018    |                    |
| A 200                                                                                                  | 176.043            | M270DE16AL         | 1595               | 156/5300           | 250/ 1250-4000     | A                  | M/6                  | 1.295              | 224                | 8"4                 | 6.2                | 136                  | 07/2012-06/2015    |                    |
| A 200                                                                                                  | 176.043            | M270DE16AL         | 1595               | 156/5300           | 250/ 1250-4000     | A                  | M/6                  | 1.295              | 224                | 8"1                 | 5.5                | 128                  | 07/2015-03/2018    |                    |
| A 220 4MATIC                                                                                           | 176.047            | M270DE20AL         | 1991               | 184/5500           | 300/ 1200-4000     | I                  | DF 7G-DCT            | 1.425              | 228                | 7"4                 | 6.6                | 154                  | 09/2014-03/2018    |                    |
| A 250                                                                                                  | 176.044            | M270DE20AL         | 1991               | 211/5500           | 350/ 1200-4000     | A                  | DF 7G-DCT            | 1.370              | 240                | 6"6                 | 6.3                | 145                  | 07/2012-06/2015    |                    |
| A 250                                                                                                  | 176.044            | M270DE20AL         | 1991               | 211/5500           | 350/ 1200-4000     | A                  | M/61                 | 1.320              | 240                | 6"6                 | 6.5                | 151                  | 07/2015-03/2018    |                    |
| A 250 Supersport                                                                                       | 176.050            | M270DE20AL         | 1991               | 218/5500           | 350/ 1200-4000     | A                  | M/6                  | 1.340              | 240                | 6"3                 | 6.8                | 158                  | 07/2015-03/2018    |                    |
| A 250 4MATIC                                                                                           | 176.046            | M270DE20AL         | 1991               | 211/5500           | 350/ 1200-4000     | I                  | DF 7G-DCT            | 1.430              | 240                | 6"5                 | 6.9                | 154                  | 06/2013-06/2015    |                    |
| A 250 4MATIC                                                                                           | 176.046            | M270DE20AL         | 1991               | 211/5500           | 350/ 1200-4000     | I                  | DF 7G-DCT            | 1.430              | 240                | 6"4                 | 6.5                | 154                  | 07/2015-03/2018    |                    |
| A 250 4Matic Supersport                                                                                | 176.051            | M270DE20AL         | 1991               | 218/5500           | 350/ 1200-4000     | I                  | DF 7G-DCT            | 1.430              | 240                | 6"3                 | 6.5                | 154                  | 07/2015-03/2018    |                    |
| A 45 AMG 4MATIC                                                                                        | 176.052            | M133DE20AL         | 1991               | 360/6000           | 450/ 2250-5000     | I                  | AMG Speedshift DCT-7 | 1.480              | 250                | 4"6                 | 7.1                | 165                  | 07/2013-06/2015    |                    |
| A 45 AMG 4MATIC                                                                                        | 176.052            | M133DE20AL         | 1991               | 381/6000           | 475/ 2250-5000     | I                  | AMG Speedshift DCT-7 | 1.480              | 250                | 4"2                 | 6.9                | 166                  | 07/2015-03/2018    |                    |
| Versioni diesel                                                                                        |                    |                    |                    |                    |                    |                    |                      |                    |                    |                     |                    |                      |                    |                    |
| A 160 CDI                                                                                              | 176.011            | OM607DE15LA        | 1461               | 90/4000            | 220/ 1750-2750     | A                  | M/6                  | 1.320              | 180                | 13"8                | 3.8                | 105                  | 09/2013-06/2015    |                    |
| A 160 d                                                                                                | 176.011            | OM607DE15LA        | 1461               | 90/4000            | 220/ 1750-2750     | A                  | M/6                  | 1.320              | 180                | 13"6                | 3.7                | 107                  | 07/2015-03/2018    |                    |
| A 180 CDI                                                                                              | 176.012            | OM607DE15LA        | 1461               | 109/4000           | 260/ 1750-2500     | A                  | M/6                  | 1.320              | 190                | 11"3                | 4                  | 98-109               | 07/2012-06/2015    |                    |
| A 180 d                                                                                                | 176.012            | OM607DE15LA        | 1461               | 109/4000           | 260/ 1750-2500     | A                  | M/6                  | 1.320              | 190                | 11"3                | 4.1                | 107                  | 07/2015-03/2018    |                    |
| A 180 CDI AUTOMATIC                                                                                    | 176.000            | OM651DE18LA red.   | 1796               | 109/ 3200-4600     | 250/ 1400-2800     | A                  | 7G-DCT               | 1.400              | 190                | 10"6                | 4.4                | 116                  | 07/2012-10/2013    |                    |
| A 200 CDI                                                                                              | 176.008            | OM651DE18LA        | 1796               | 136/ 3600-4400     | 300/ 1600-3000     | A                  | M/6                  | 1.370              | 210                | 9"3                 | 4.4                | 116                  | 07/2012-02/2014    |                    |
| A 200 CDI                                                                                              | 176.008            | OM651DE22LA red.   | 2143               | 136/ 3400-4000     | 300/ 1400-3000     | A                  | M/6                  | 1.370              | 210                | 9"3                 | 4.2                | 109                  | 03/2014-06/20151   |                    |
| A 200 d                                                                                                | 176.008            | OM651DE22LA red.   | 2143               | 136/ 3400-4000     | 300/ 1400-3000     | A                  | M/6                  | 1.380              | 210                | 9"3                 | 4.1                | 116                  | 07/2015-03/2018    |                    |
| A 200 CDI 4MATIC                                                                                       | 176.002            | OM651DE22LA red.   | 2143               | 136/ 3400-4000     | 300/ 1400-3000     | I                  | 7G-DCT               | 1.410              | 210                | 9"2                 | 4.6                | 125                  | 03/2014-06/20152   |                    |
| A 200 d 4MATIC                                                                                         | 176.002            | OM651DE22LA red.   | 2143               | 136/ 3400-4000     | 300/ 1400-3000     | I                  | 7G-DCT               | 1.470              | 210                | 8"8                 | 4.9                | 127                  | 07/2015-03/2018    |                    |
| A 220 CDI                                                                                              | 176.003            | OM651DE22LA        | 2143               | 170/ 3000-4200     | 350/ 1600-3000     | A                  | 7G-DCT               | 1.410              | 220                | 8"2                 | 4.6                | 119                  | 12/2012-06/2015    |                    |
| A 220 d                                                                                                | 176.003            | OM651DE22LA        | 2143               | 170/ 3000-4200     | 350/ 1600-3000     | A                  | 7G-DCT               | 1.410              | 224                | 7"5                 | 4.2                | 109                  | 07/2015-03/2018    |                    |
| A 220 CDI 4MATIC                                                                                       | 176.005            | OM651DE22LA        | 2143               | 170/ 3000-4200     | 350/ 1600-3000     | I                  | 7G-DCT               | 1.470              | 217                | 8"2                 | 4.6                | 125                  | 03/2014-06/20151   |                    |
| A 220 d 4MATIC                                                                                         | 176.005            | OM651DE22LA        | 2143               | 170/ 3000-4200     | 350/ 1600-3000     | I                  | 7G-DCT               | 1.470              | 220                | 7"5                 | 4.7                | 127                  | 07/2015-03/2018    |                    |
| Note: 1Doppia frizione a 7 rapporti in molti altri mercati 2Nel mercato italiano a partire dal 09/2014 |                    |                    |                    |                    |                    |                    |                      |                    |                    |                     |                    |                      |                    |                    |